# 누노 메로
누노 메로(Nuno Melo, 1960년 2월 8일 ~ 2015년 6월 9일)는 포르투갈의 배우이다.
카스텔루브랑쿠에서 태어났으며 리스본에서 사망하였다. 사인은 간암이다.

## 영화
- 댐드 썸머 (2017년)
- 델리리움 인 라스 베드라스 (2017년)
- 업사이드 다운 (2014년)
- 3X3D (2013년)
- 헤이 로드 (2012년)
- 남작 (2011년) - 남작 역
- 자넬라 (2001년)